# Ugrinić
Ugrinić je mjesto u Zadarskoj županiji. 

## Zemljopisni položaj
Nalazi se na sjeveroistočnoj strani otoka Pašmana.

## Upravna organizacija
Upravnom je organizacijom u sastavu općine Tkona.

## Stanovništvo
| broj stanovnika | 86    |
|                 | 2021. |